# When You Wish upon a Star
When You Wish upon a Star ist ein Lied, das im Jahr 1940 von Leigh Harline und Ned Washington geschrieben wurde. In der Fassung von Cliff Edwards, im Film vom Disney-Charakter Jiminy Grille gesungen, gewann er als Filmsong für den Walt-Disney-Film Pinocchio den Oscar in der Kategorie Bester Song. Das American Film Institute wählte das Lied auf Platz sieben der Liste America’s Greatest Music in the Movies.
Im Film singt Jiminy Grille zunächst das Lied, das davon handelt, dass Wünsche wahr werden, um danach die Geschichte von Pinocchio zu erzählen. Das Lied wurde im Laufe der Jahre zu einem Erkennungszeichen von Disney und wurde in den 1950er und 1960er Jahren als Titelmelodie der Disney-Fernsehshows verwendet. Auch heute wird das Lied im Vorspann von Disney-Filmen verwendet als Teil der Logo-Animation.
Connie Francis veröffentlichte das Lied auf ihrem Album Connie Francis sings Award Winning Motion Picture Hits. Weitere Coverversionen stammen von Guy Lombardo, Horace Heidt, Cliff Edwards und Eels.
Bereits in den 1940er-Jahren wurde der Song von Swingmusikern und -orchestern gecovert, u. a. von Chick Bullock, Glenn Miller, Will Bradley, Harry James und Red Nichols, in Europa auch von Stan Brenders, Svend Asmussen, Putte Wickman, Bernard Peiffer und Charlie and his Orchestra.  Im Laufe der Zeit entwickelte sich das Lied zu einem Jazzstandard und wurde von vielen Jazzmusikern wie Louis Armstrong, Dave Brubeck, Glenn Miller, Joe Pass, Keith Jarrett, Manhattan Transfer, Sun Ra und Bill Evans aufgenommen.  Tom Lord listet 255 Coverversionen des Titels. In Deutschland wurde das Lied (auch in der Synchronfassung von Pinocchio) unter dem Titel „Wenn ein Stern in finstrer Nacht“ bekannt. In der ersten deutschen Synchronfassung von 1951 des Disney-Films wurde der Text des Liedes anders übersetzt und unter dem Titel „Wenn ein Stern vom Himmel fällt“ bekannt; eine Coverversion, welche diesen Text nutzte, war unter anderem die des Sängers Camillo Felgen. In der Neuverfilmung von Pinocchio aus dem Jahre 2022 wurde in der deutschen Fassung wieder der Text aus den 1950er-Jahren verwendet.

## Songtext
| Englischer Originaltext                                                                                          | Erste deutsche Übertragung                                                                               | Zweite deutsche Übertragung                                                                                   |
| --- | --- | --- |
| When you wish upon a star Makes no difference who you are Anything your heart desires Will come to you           | Wenn ein Stern vom Himmel fällt in das Dunkel dieser Welt wünsch' dir was, dann werden deine Träume wahr | Wenn ein Stern in finst’rer Nacht strahlend dir entgegenlacht, schau zum Himmel und du hast drei Wünsche frei |
| If your heart is in your dream No request is too extreme When you wish upon a star As dreamers do                | Wenn du einmal einsam bist und die Liebe dich vergisst denk, dass tausend Sterne fallen, Jahr für Jahr   | Wird das Leben dir zur Last, wenn du einmal Kummer hast schau zum Himmel und der Kummer ist vorbei            |
| Fate is kind She brings to those who love A sweet fulfillment of Their secret longing                            | Schau hinauf: am Himmel steht dein Glück bald kommt der Augenblick dann wird es schön sein               | Wenn man Glück auch nirgends kaufen kann so will man dann und wann mal davon träumen                          |
| Like a bolt out of the blue Fate steps in and sees you through When you wished upon a star Your dreams come true | Wenn ein Stern vom Himmel fällt in das Dunkel dieser Welt wünsch' dir was dann werden deine Träume wahr  | Sei dir nur darüber klar, diese Welt ist wunderbar, schau zum Himmel und es werden Träume wahr!               |